# Nippon Sakkā Kyōkai
Nippon Sakkā Kyōkai (japanska: 日本サッカー協会?), förkortat JFA efter det engelska namnet Japan Football Association, är Japans fotbollsförbund med säte i Tokyo. Förbundet grundades 1921 med uppgift att främja och administrera den organiserade fotbollen i Japan, och att företräda den utanför landets gränser. Förbundet är anslutet till Fifa sedan 1929, och medlem av AFC sedan 1954.